# ایزومری اندو-اگزو
ایزومری اندو-اگزو (به انگلیسی: endo-exo isomerism) نوع خاصی از ایزومری فضایی است که در ترکیبات آلی با استخلاف در سیستم حلقه پل دیده می‌شود. پیشوند اندو برای ایزومری است که استخلاف در آن نزدیکترین فاصله یا در موقعیت «سین» نسبت به طولانی‌ترین پل واقع شده‌است. در نقطه مقابل پیشوند اگزو برای ایزومری است که استخلاف در آن در دورترین فاصله یا در موقعیت «آنتی» نسبت به طولانی‌ترین پل واقع شده‌است. در اینجا «بلندترین» و «کوتاه‌ترین» به تعداد اتم‌های تشکیل دهنده پل اشاره دارد. این نوع از هندسه مولکولی در سیستم‌های نوربورنان مانند دی‌سیکلوپنتادین یافت می‌شود.
اصطلاحات اندو و اگزو به معنای مشابهی در بحث فضاگزینی واکنش‌های دیلز–آلدر استفاده می‌شود.